# Wieża Bismarcka w Pritzwalku
Wieża Bismarcka w Pritzwalku – jedna z wież Bismarcka, zlokalizowana w Pritzwalku na terenie historycznego regionu Prignitz.
Wieża, stojąca na zalesionym wzgórzu około kilometra na południe od centrum miasta, powstała w 1905 jako dar mieszkańców Ostprignitz dla Ottona von Bismarcka (pierwszego kanclerza Niemiec). Obiekt zbudowano w stylu neogotyckim. Posiada umieszczone w górnej części elewacji herby miast rejonu Prignitz. Od 1994 we wnętrzach ulokowano wystawę regionalną. Na najwyższej kondygnacji platforma widokowa.